# هراوية
هِراوية (الاسم العلمي: Cordulia)، جنس حشرات يعسوبية من مقترنات الأجنحة وفصيلة يعسوبيات هراوية.

## الأنواع
يشمل الجنس ثلاثة أنواع
- Cordulia aenea (Linnaeus, 1758) – زمردي أزغب[6]
- Cordulia amurensis Selys, 1887
- Cordulia shurtleffii Scudder, 1866 – زمردي أمريكي[7]